# یواس‌اس پلاک (ای‌ام‌سی-۹۴)
یواس‌اس پلاک (ای‌ام‌سی-۹۴) (به انگلیسی: USS Pluck (AMc-94)) یک کشتی بود که طول آن ۹۷ فوت ۱ اینچ (۲۹٫۵۹ متر) بود. این کشتی در سال ۱۹۴۲ ساخته شد.